# Jean-Joseph Mouret
Jean-Joseph Mouret, född 11 april 1682 i Avignon, död 22 december 1738 i Charenton-le-Pont, var en fransk kompositör. Han var under sin levnad en av de mer framstående franska barockkompositörerna.